# Клевета (филм, 1959)
„Клевета“ (на английски: Libel) е британски драматичен филм от 1959 година с участието на Дърк Богард и Оливия де Хавиланд, адаптация на едноименна пиеса от 1935 година.

## Сюжет
Докато пътува из Лондон, Джефри Бъкенхам (Пол Мейси), канадски ветеран от Втората световна война, вижда сър Марк Себастиян Лодън (Дърк Богард) да представя по телевизията големия си семеен дом. Бъкенхам е бил в германски военнопленнически лагер заедно с Лодън и докато го наблюдава, се убеждава, че човекът, когото показват в момента по телевизията, всъщност е друг бивш военнопленник, актьорът Франк Уелни (ролята се играе също от Богард). Бъкенхам публично оповестява подозренията си, че Уелни е убил Лодън по време на бягството им от лагера и е откраднал самоличността на младия благородник. Лодън завежда дело за клевета срещу Бъкенхам, но съзнанието му все още е частично замъглено от някаква ужасна случка, която е възникнала при бягството му преди петнадесет години. В този момент дори вярната му съпруга, Лейди Маргарет Лодън (Оливия де Хавиланд) започва да се съмнява в него.

## В ролите
- Дърк Богард като сър Марк Себастиян Лодън и Франк Уелни
- Оливия де Хавиланд като Лейди Маргарет Лодън
- Пол Мейси като Джефри Бъкенхам
- Робърт Морли като Сър Уилфред
- Уилфрид Хайд-Уайт като Хюбърт Фоксли
- Антъни Доусън като Джералд Лодън
- Ричард Уотис като съдията
- Мартин Милър като доктор Шрот
- Милисент Мартин като Мейси
- Себастиян Севил като Майкъл Лодън[1]

## Номинации
- Номинация за Оскар за най-добро озвучаване на Алфред Уоткинс от 1960 година.